# Pterocactus reticulatus
Pterocactus reticulatus ist eine Pflanzenart der Gattung Pterocactus aus der Familie der Kakteengewächse (Cactaceae). Das Artepitheton reticulatus stammt aus dem Lateinischen, bedeutet ‚netzförmig‘ und verweist auf die Musterung der Triebe der Art.

## Beschreibung
Pterocactus reticulatus wächst gruppenbildend. Die knolligen Wurzeln werden bis 20 Zentimeter lang. Die unverzweigten, kugeligen bis birnenförmigen Triebe sind gräulich purpurn bis brauch oder olivgrün gefärbt und sind mit rhombischen Höckern besetzt. Sie werden 2 bis 3 Zentimeter lang und 1 bis 2 Zentimeter im Durchmesser. An den Trieben sitzen wenige unauffällige Glochiden. Der einzelne Mitteldorn ist abstehend und bis 5 Millimeter lang, manchmal fehlt er auch. Die kammförmig angeordneten, weißlichen bis bräunlichen Randdornen stehen zu sechst pro Areole und werden 2 bis 5 Millimeter lang.
Die an den Triebspitzen erscheinenden weißen Blüten sind leicht hellrosa eingefärbt und werden 4 bis 5 Zentimeter im Durchmesser. Die kugeligen Früchte werden 2 bis 2,5 Zentimeter im Durchmesser groß.

## Verbreitung, Systematik und Gefährdung
Pterocactus reticulatus ist in Zentral-Argentinien in den Provinzen San Juan und Mendoza auf steinigen, kargen Ebenen in Höhenlagen von 1500 bis 3000 Metern verbreitet.
Die Erstbeschreibung der Art erfolgte 1971 durch Roberto Kiesling.
In der Roten Liste gefährdeter Arten der IUCN wird die Art als „Least Concern (LC)“, d. h. als nicht gefährdet geführt. Die Entwicklung der Populationen wird als stabil angesehen.

## Nachweise